# Суперлига Србије у америчком фудбалу 2008.
САФС лига Србије у америчком фудбалу 2008. (данас Суперлига) била је четврта сезона највишег ранга такмичења америчког фудбала у Србији. Титулу је освојила екипа Вајдл борса из Крагујевца.

## Клубови у сезони 2008.
У лиги је учествовало осам тимова.
| Клуб         | Место      |
| ------------ | ---------- |
| Вукови       | Београд    |
| Вајлд борси  | Крагујевац |
| Пантерси     | Панчево    |
| Дјукси       | Нови Сад   |
| Лавови       | Вршац      |
| Најтси       | Клек       |
| Блу драгонси | Београд    |
| Хантерси     | Врбас      |

## Финале
Финална утакмица одиграна је на помоћном стадиону Радничког у Крагујевцу 20. јула 2008. године.
| Датум        | Клуб                   | Клуб           | Резултат |
| ------------ | ---------------------- | -------------- | -------- |
| 20. јул 2008 | Вајлд борси Крагујевац | Вукови Београд | 39:33    |

| Првак Суперлиге Србије 2008.     |
| -------------------------------- |
| Вајлд борси Крагујевац 3. титула |